# 최저임금법
최저임금법(最低賃金法, 영어: minimum wage law) 혹은 최저임금제(最低賃金制)는 국가에서 지정한 근로자에게 지불해야 할 최소한의 임금을 규정하는 법이다. 19세기 말 최초로 등장하였으며, 1928년엔 국제 연합 국제노동기구(ILO)에서 채택되었다.

## 나라별 최저임금법

### 대한민국
대한민국에서는 임금의 최저수준을 보장하여 개별 노동자의 생활안정과 국민경제에 건전한 발전을 꾀할 목적으로 제정되었다. 최저임금 지정 근로자의 결정기준은 해당 근로자의 생계비, 유사근로자의 임금 및 노동생산성을 고려하여 사업의 종류별로 구분하여 정하는 것을 원칙으로 하며, 이 사업의 종류별 구분은 최저임금위원회의 심의를 거쳐 노동부장관이 정한다. 최저임금법은 노동자의 생활안정과 노동력의 질적 향상을 위하여 노동자의 최저임금수준을 보장한 법으로서 1988년 1월부터 시행되었다.
최저임금에 관한 심의 및 기타 업무를 위해 최저임금위원회가 노동부에 설치되어 있으며, 근로자, 사용자, 공익을 대표하는 위원 각 9인으로 구성한다.
한편, 헌법 제32조를 통해 근로자의 고용 증진과 적정임금 보장을 위해 최저임금제를 시행하여야 함을 아래와 같이 규정하고 있다.
| “ | 모든 국민은 근로의 권리를 가진다. 국가는 사회적·경제적 방법으로 근로자의 고용의 증진과 적정임금의 보장에 노력하여야 하며, 법률이 정하는 바에 의하여 최저임금제를 시행하여야 한다. | ” |
|   | — 대한민국 헌법 제32조 1항 |   |

## 같이 보기
- 최저임금